# 西村茂樹
西村 茂樹（にしむら しげき、文政11年3月13日（1828年4月26日） - 明治35年（1902年）8月18日）は、明治時代の日本の啓蒙思想家・教育者・官僚・貴族院議員。「明六社」創設者の一人。「日本弘道会」創設者。日本の西洋化に貢献する一方で伝統的な儒教を重視し、「世外教」（仏教、キリスト教など）の否定と「世教」（西洋哲学、儒教）による道徳教育を推進した。号は泊翁（はくおう）、樸堂（ぼくどう）、庸斎（ようさい）。

## 略歴
佐倉藩の支藩であった佐野藩堀田家に仕える側用人・西村芳郁の子として、江戸の佐野藩邸に生まれる。幼名は平八郎、名は芳在、後に鼎、茂樹と改めた。
十歳で佐倉藩の藩校である成徳書院（現在の千葉県立佐倉高等学校の前身）に入り、藩が招いた安井息軒から儒学を学んだ。また嘉永3年（1850年）に大塚同庵に師事し砲術を学び、翌年、佐久間象山について砲術修業をした。
嘉永6年（1853年）、ペリー艦隊の来航に衝撃を受け佐倉藩主の堀田正睦に意見書を提出して居交易と出交易との得失を明らかにしつつ積極的貿易論を説き、老中の阿部正弘にも海防策を献じた。堀田正睦へは、積極的に海外へ進出して貿易を行うべきであると意見書を提出している。安政3年（1856年）、堀田正睦が老中首座・外国事務取扱となると、貿易取調御用掛に任じられ、外交上の機密文書を担当。
明治6年（1873年）に、福澤諭吉、森有礼、西周、中村正直、加藤弘之らと明六社を結成。また同年11月24日、文部省に出仕し編書課長に就任、以後1886年まで省内で儒教主義的徳育の強化政策を推進した。また漢字廃止論者として明治7年（1874年）には『開化ノ度ニ因テ改文字ヲ発スベキノ論』を発表した。一方で明治8年（1875年）3月には、大槻磐渓、依田學海、平野重久らと、漢学者の集まりである洋々社を結成する。3月『明六雑誌』に「修身治国非二途論」を発表。
明治8年（1875年）から天皇、皇后の進講を約10年間務め、東京学士会院会員、貴族院議員、宮中顧問官、華族女学校の校長をつとめた。また、文部省編輯局長として教科書の編集や教育制度の確立に尽力。修身の必要性を訴え、明治9年（1876年）4月に坂谷素らとともに道徳の振興を目的とする修身学社（現・社団法人日本弘道会）を創設した。
明治12年（1879年）に編纂が開始された日本最大にして唯一の官撰百科事典「古事類苑」は、西村茂樹の発案によるものであった。
明治20年（1887年）に、西村の主著として知られる『日本道徳論』を刊行した。当時、日本の近代教育制度が整備されつつあり、国民教育の根本精神が重要な問題としてさまざまな論者によって議論されるようになっていた。西村は、首相・伊藤博文をはじめとする極端な欧化主義的風潮を憂慮し、日本道徳の再建の方途として、伝統的な儒教を基本としてこれに西洋の精密な学理を結合させるべきと説き、国家の根本は制度や法津よりも国民の道徳観念にあるとし、勤勉・節倹・剛毅・忍耐・信義・進取・愛国心・天皇奉戴の8条を国民像の指針として提示した。文部大臣の森有礼はこれを読んで大いに賛成したが、伊藤首相は新政を誹謗するものとして怒り、文部大臣を詰責した。明治22年（1889年）2月に、宮内省に、皇室が徳育を管理するように明倫院を設置するよう建議した。
明治35年（1902年）8月18日没。

## 評価
家永三郎は、その著書『西村茂樹論』で次のようにのべる。
明治前期の思想界に於ける西村茂樹の地位はきはめて興味深いものがある。彼は、広義の啓蒙思想家 に属する人物であるが、その中でも福沢諭吉や加藤弘之等の功利主義現実主義派に対し、中村敬宇等と共に所謂理想派の代表者として位置づけられている。然し西村の理想主義なるものは、思想としてそれ程意義のあるものとも考へられない。彼の思想に就いて興味をそそられるのは、彼が一面きわめて伝統に執着する保守的な態度をとりながら、他面きわめて批判的な近代的な物の考へ方を示していることであって、その相反する態度が左程に不調和でもなく統一されて形造られた彼の思想は、思想史を考へるものにとって、誠に興味ある対象たるを失はないのである。一般に従来の西村に対する評価は、主としてその保守的な面に就いてなされている様であり、それは確かに不当ならざる評価に違いないのであるが、しかしそれと併存する近代的批判的な面の積極的意義を看過することは決して公正な評価ではないと考へられるで、全思想体系に於いて必ずしも左程大きな価値をもつとは云へないにしても、むしろ近代思想の形成過程に於ける寄与を正当に認識すると云ふ観点から、ここにいささか西村の思想の考察を行うこととした。—家永三郎、西村茂樹論
として、儒教と政治の政教一致を説く西村を痛烈に批判している。

## 親族
孫の一人に小説家の宮本百合子（妻・千賀子との次女・蕗江の子）。弟は日本の製靴業の父と言われる西村勝三。三女・スミの養子となった幸二郎は田中源太郎の七男。

## 栄典・授章・授賞
位階
- 1884年（明治17年）11月1日 - 正五位
- 1886年（明治19年）10月28日 - 従四位[11]
- 1891年（明治24年）12月16日 - 正四位
- 1900年（明治33年）2月21日 - 従三位[12]
- 1902年（明治35年）8月16日 - 正三位[13]

勲章等
- 1882年（明治15年）6月17日 - 勲四等旭日小綬章
- 1885年（明治18年）4月7日 - 勲三等旭日中綬章[14]
- 1887年（明治20年）12月27日 - 銀製黄綬褒章[15]
- 1889年（明治22年）11月25日 - 大日本帝国憲法発布記念章[16]
- 1893年（明治26年）6月29日 - 勲二等瑞宝章[17]
- 1902年（明治35年）8月16日 - 勲一等瑞宝章[13]

## 著作
- 『西村茂樹先生論説集 第壱巻』 松平直亮編次、松平直亮、1894年6月
- 『泊翁叢書』 日本弘道会編、日本弘道会、1909年5月
  - 『西村茂樹全集 第一巻』 日本弘道会編、思文閣、1976年8月
- 『泊翁叢書第二輯 泊翁先生言論叢』 日本弘道会編、日本弘道会、1912年7月
  - 『西村茂樹全集 第二巻』 日本弘道会編、思文閣、1976年8月
- 『泊翁先生警箴詩』 修養会編纂、修養会、1911年8月
- 『西村先生道徳問答』 松平直亮編纂、日本弘道会、1936年6月
- 『泊翁修養訓』 松平直亮編纂、修徳園、1939年8月
- 「西村茂樹篇」（大久保利謙編 『明治文学全集 3 明治啓蒙思想集』 筑摩書房、1967年1月、ISBN 4480103031）
- 「西村茂樹篇」（瀬沼茂樹編 『明治文学全集 80 明治哲学思想集』 筑摩書房、1974年6月、ISBN 4480103805）
- 『西村茂樹全集』 日本弘道会編、思文閣、1976年8月（全3巻） - 第一巻、第二巻は『泊翁叢書』の復刻
- 『増補改訂 西村茂樹全集』 日本弘道会編、日本弘道会、2004年5月-2013年4月（全12巻）

著書
- 『心学講義』 西村茂樹、1885年5月一-四 ／ 丸善商社書店、1886年7月五・六
  - 『心学講義』 吉川半七、1892年9月上巻・下巻
- 『日本道徳論』 西村金治、1887年4月
  - 『日本道徳論』 井上円成、1888年3月訂正二版
  - 『日本道徳論』 西村茂樹、1892年1月訂正三版
  - 前掲 『泊翁叢書』 ほか
  - 『日本道徳論』 日本弘道会、1910年7月
  - 藤田徳太郎ほか編輯 『日本精神文化大系 第九巻 明治時代篇上』 日本精神文化大系刊行会、1933年10月 ／ 日本図書センター、2001年2月、ISBN 4820567268
  - 『日本道徳論』 吉田熊次校注、岩波書店〈岩波文庫〉、1935年1月、復刊1983年ほか、ISBN 4003310314
  - 『教育勅語渙発関係資料集 第二巻』 国民精神文化研究所、1939年3月
  - 三枝博音、清水幾太郎編 『日本哲学思想全書 第十四巻 儒教篇・道徳論一般篇』 平凡社、1957年2月
  - 前掲 『明治文学全集 3 明治啓蒙思想集』
  - 尾田幸雄現代語訳 『品格の原点 : いまなぜ「日本道徳論」なのか』 小学館〈小学館101新書〉、2010年10月、ISBN 9784784215041
  - 貝塚茂樹監修 『文献資料集成 日本道徳教育論争史 第1期第1巻』 日本図書センター、2012年6月、ISBN 9784284306089 - 抄録
- 『日本弘道会大意』 吉川半七、1889年12月
- 『読書次第』 博文館、1893年7月
  - 『小学修身訓 読書次第』 日本弘道会、1986年11月
- 『徳学講義』 西村茂樹、1895年6月第一冊 ／ 1895年9月第二冊 ／ 1896年3月第三冊 ／ 哲学書院、1897年8月第四冊 ／ 1897年12月第五冊 ／ 1899年6月第六冊 ／ 1900年12月第七第八合冊 ／ 1901年10月第九第十合冊
- 『国民訓』 日本弘道会事務所、1897年2月
  - 『国民訓 対外篇』 日本弘道会四谷部会、1898年10月
  - 『国民訓』 日本弘道会、1939年5月
  - 『西村茂樹全集 第三巻』 日本弘道会編、思文閣、1976年8月
- 『西村茂樹先生 道徳教育講話筆記』 田部井鉚太郎編輯、愛知県南北設楽八名三郡教員講習会、1898年12月 ／ 1900年4月第二回
  - 『道徳教育講話』 日本弘道会、1938年5月
  - 前掲 『西村茂樹全集 第三巻』
- 『自識録』 冨山房、1900年8月
  - 『続自識録』 広文堂書店、1902年3月
  - 前掲 『泊翁叢書』 ほか
- 『泊翁全書第一集 儒門精言』 西村家図書部、1903年9月
- 『泊翁全書第二集 往事録』 西村家図書部、1905年7月
  - 前掲 『西村茂樹全集 第三巻』
- 『弘むべき道』 日本弘道会、1926年5月
- 『記憶録』 勝部真長校訂解説、日本弘道会、1961年4月
  - 前掲 『西村茂樹全集 第三巻』

訳書
- 『万国史略』 吉野屋仁兵衛ほか、1869年（明治2年5月）一-三
- 『泰西史鑑』 求諸己斎、1869年（明治2年7月）上編一-十 ／ 1872年（明治5年10月）中編一-十
  - 『泰西史鑑』 玉山堂、1875年12月-1881年8月上編一-下編十
- 『西史年表』 日新堂、1871年（明治3年）上・中・下
- 『農工卅種 家中経済』 貨殖斎、1873年上・下
- 『求諸己斎講義 修身学部』 稲田佐兵衛、1874年一 ／ 1877年4月二-四
- 『経済要旨』 文部省、1874年6月上・下
  - 『経済要旨』 今井英二郎、1879年4月
- 『教育史』 文部省、1875年2月上冊・下冊
  - 『教育史』 老鶴圃、1883年8月上下合巻
  - 『教育史』 小笠原書房、1883年11月上下合巻
  - 『教育史』 国書刊行会〈明治教育古典叢書〉、1980年11月
- 『百科全書 天文学』 文部省、1876年11月
  - 『百科全書 第一冊』 文部省 ／ 有隣堂
  - 『百科全書 上巻』 丸善商社出版、1884年1月 ／ ゆまに書房、1985年2月
  - 文部省編 『文部省百科全書 1』 青史社、1983年4月
- 『西国事物紀原』 西村茂樹、1879年1月元・亨 ／ 1879年10月利・貞
- 『殷斯婁道徳学』 修身学社、1882年5月

編書
- 『校正 万国史略』 西村茂樹、1873年1月一・二 ／ 1874年3月三・四 ／ 1875年1月五・六 ／ 1875年9月七・八 ／ 1876年8月九・十上・十下
- 『輿地誌略』 修静館、1877年2月十一上・十一下 ／ 1880年10月十二
- 『小学修身訓』 文部省編輯局、1880年4月波号巻一 ／ 1880年5月波号巻二
  - 宮田丈夫編著 『道徳教育資料集成 1』 第一法規出版、1959年12月
  - 海後宗臣編纂 『日本教科書大系 近代編第二巻 修身（二）』 講談社、1962年3月
  - 前掲 『小学修身訓 読書次第』
- 『新撰百人一首 附畧解并小伝』 開成堂、1883年9月
- 『婦女鑑』 宮内省、1887年7月一-六
  - 『教育勅語渙発関係資料集 第一巻』 国民精神文化研究所、1938年3月
  - 芳賀登ほか編 『日本人物情報大系 1 女性叢伝編1』 皓星社、1999年7月、ISBN 978-4774405018
  - 明治神宮編 『明治神宮叢書 第10巻 徳育編』 明治神宮社務所、2005年8月、ISBN 4336042209

## 関連文献
- 「従三位勲二等文学博士西村茂樹叙勲ノ件」（国立公文書館所蔵「叙勲裁可書・明治三十五年・叙勲巻三」） - アジア歴史資料センター Ref. A10112541300
- 「従三位勲二等文学博士西村茂樹特旨ヲ以テ位階昇叙ノ件」（国立公文書館所蔵「叙位裁可書・明治三十五年・叙位巻十」） - アジア歴史資料センター Ref. A10110103500
- 伏見釛之助編纂 『西村泊翁先生年譜』 伏見釛之助、1907年9月
- 『弘道』第233号（泊翁先生紀念号）、日本弘道会、1911年8月
- 日本弘道会有志青年部編 『泊翁西村先生』 日本弘道会有志青年部、1913年3月
- 日本弘道会編 『日本弘道会四十年志』 日本弘道会、1918年4月
- 西村先生伝記編纂会編 『泊翁西村茂樹伝』 日本弘道会、1933年1月（上下2巻）
- 足立栗園著 『哲人西村泊翁 : 故文学博士西村茂樹先生小伝』 文陽社、1934年9月
- 吉田熊次著 『西村茂樹』 文教書院、1942年10月
- 海後宗臣著 『日本教育家文庫 第44巻 西村茂樹 杉浦重剛』 北海出版社、1937年1月
  - 海後宗臣著 『日本教育家文庫 第3巻 西村茂樹 杉浦重剛』 啓文社、1938年10月
  - 海後宗臣著 『海後宗臣著作集 第3巻 教育思想研究』 東京書籍、1981年5月
- 二木慶 「西村茂樹」（昭和女子大学近代文学研究室編 『近代文学研究叢書 第6巻』 昭和女子大学光葉会、1957年5月）
- 朝倉治彦 「西村茂樹先生稿本類書籍目録 国会図書館蔵」（『弘道』第785号、日本弘道会、1967年1月）
- 古川哲史著 『泊翁西村茂樹 : 転換期日本の大思想家』 文化総合出版、1976年
- 古川哲史 「西村茂樹」（『日本大百科全書 17』 小学館、1987年9月、ISBN 4095260173）
- 高橋昌郎著 『西村茂樹』 吉川弘文館〈人物叢書〉、1987年11月、ISBN 464205118X　オンデマンド版　2020年11月　ISBN　9784642751186
- 小泉仰 「西村茂樹」（朝日新聞社編 『朝日日本歴史人物事典』 朝日新聞社、1994年11月、ISBN 4023400521）
- 日本弘道会百十年史編集委員会編 『日本弘道会百十年史』 日本弘道会、1996年9月
- 中野目徹 「西村茂樹」（伊藤隆、季武嘉也編 『近現代日本人物史料情報辞典』 吉川弘文館、2004年7月、ISBN 4642013415）
- 『西村茂樹研究論文集 : 我れ百年の後に知己を俟つ』 日本弘道会、2004年12月
- 真辺将之著 『西村茂樹研究 : 明治啓蒙思想と国民道徳論』 思文閣出版、2009年12月、ISBN 9784784214914

- 山室信一、中野目徹校注 『明六雑誌』 岩波書店〈岩波文庫〉、1995年5月-2009年8月（全3巻）
- 羽賀祥二監修 『洋々社談』 ゆまに書房、2007年4月（全4巻）

## 関連記事
- 明六社
- 明六雑誌